# Адур

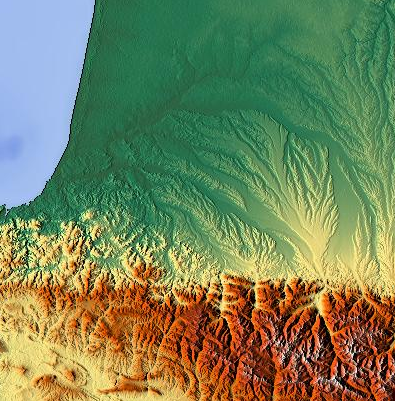
Бассейн реки Адур

Аду́р (фр. Adour, окс. Ador, баск. Aturri) — река на юго-западе Франции, протекает по департаментам Верхние Пиренеи, Пиренеи Атлантические, Ланды и Жер. Длина реки — 335 км, площадь бассейна — 16 927 км². Река судоходна до города Сен-Север, но своё значение как транспортная артерия утратила. Используется для орошения; ГЭС.

## География и геоморфология

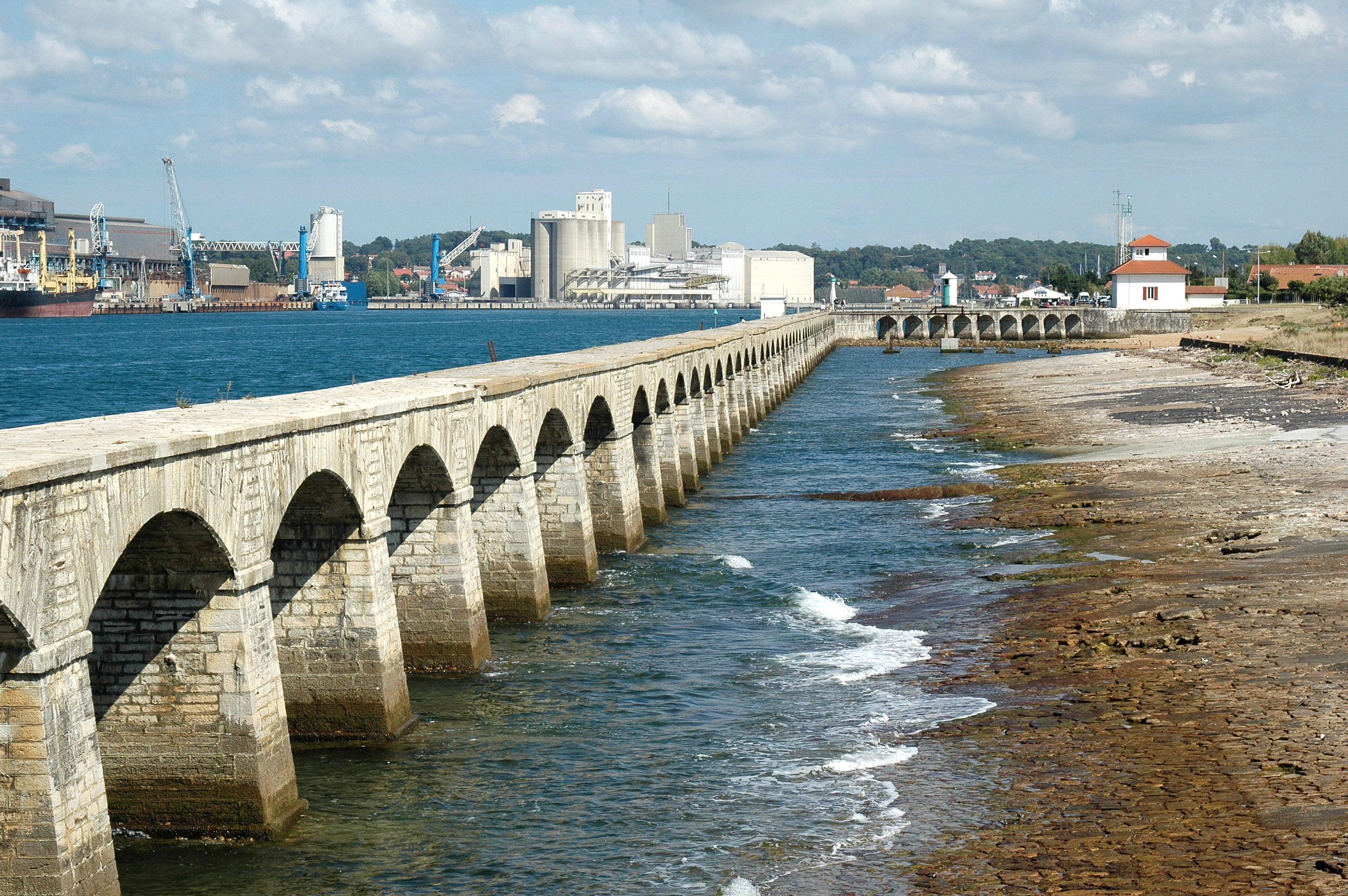
В устье Адура располагается порт Байонны

Исток реки находится в центральных Пиренеях, на склонах горы Миди-де-Бигорр (2877 м) рядом с перевалом Турмалет. Течёт на север по долине Кампан и через курорт Баньер-де-Бигор, затем выходит на равнину у города Табр и минует Мобургет. После слияния с рекой Аррос поворачивает на запад, протекает через города Эр-сюр-Адур и Сен-Север. Перед Даксом принимает воды реки Лу, после него — реки Люи. Ниже слияния с объединёнными водами рек Гав-де-По и Гав-д’Олорон на Адуре стоят города Байонна и Англет, у которых река впадает в Бискайский залив Атлантического океана. Ранее устье Адура располагалось на 28 км севернее, у селения Вьё-Буко, пока в 1579 году русло не изменили для того, чтобы «смыть» мель перед Байонской гаванью, которая после этого стала блуждающей.
Адур протекает по южной части Гароннской низменности. К западу от бассейна Адура находится сходный по характеристикам бассейн реки Гаронна, а к западу за хребтами Пиренеев — небольшой бассейн реки Бидасоа. К северу от устья реки расположен Серебряный берег, южнее — Берег басков.

## Гидрография
Среднегодовая температура воздуха в бассейне реки составляет 11,7 °C, среднегодовое количество осадков — 978 мм. К горным районам Пиренеев принадлежит 25 % площади бассейна, там же выпадает наибольшее количество осадков. Средний расход воды составляет 159 м³/сек. Адур выносит 22-62 тонн седиментов с км² в год, причём большая часть выноса приходится на период половодья (весной и осенью).
Притоки: Аррос, Мидуз (правые), Лес (с Ларси), Габас, Лу, Люи, Гав-де-По (начинается в массиве Монте-Пердидо) с Гав-д’Олорон, Бидузу, Нив (левые).

## Флора и фауна
Основные макрофиты: R. fluitas, рдест узловатый (Potamogeton nodosus), роголистник темно-зеленый (Ceratophyllum demersum), кубышка жёлтая (Nuphar lutea), валлиснерия спиральная (Vallisneria spiralis). В водосборном бассейне Адура и Гаронны также имеются неродные виды, такие как лагаросифон большой (Lagarosiphon major), элодея водяная чума густолиственная (Egeria densa) и амфифиты людвигия крупноцветковая (Ludwigia grandiflora), людвигия пеплоидная (L. Peploides) и перистолистник бразильский (Myriophyllum aquaticum).
В Адуре водится 26 родных и 17 неродных видов рыб. 13,3 % площади бассейна — защищаемые территории.

## История

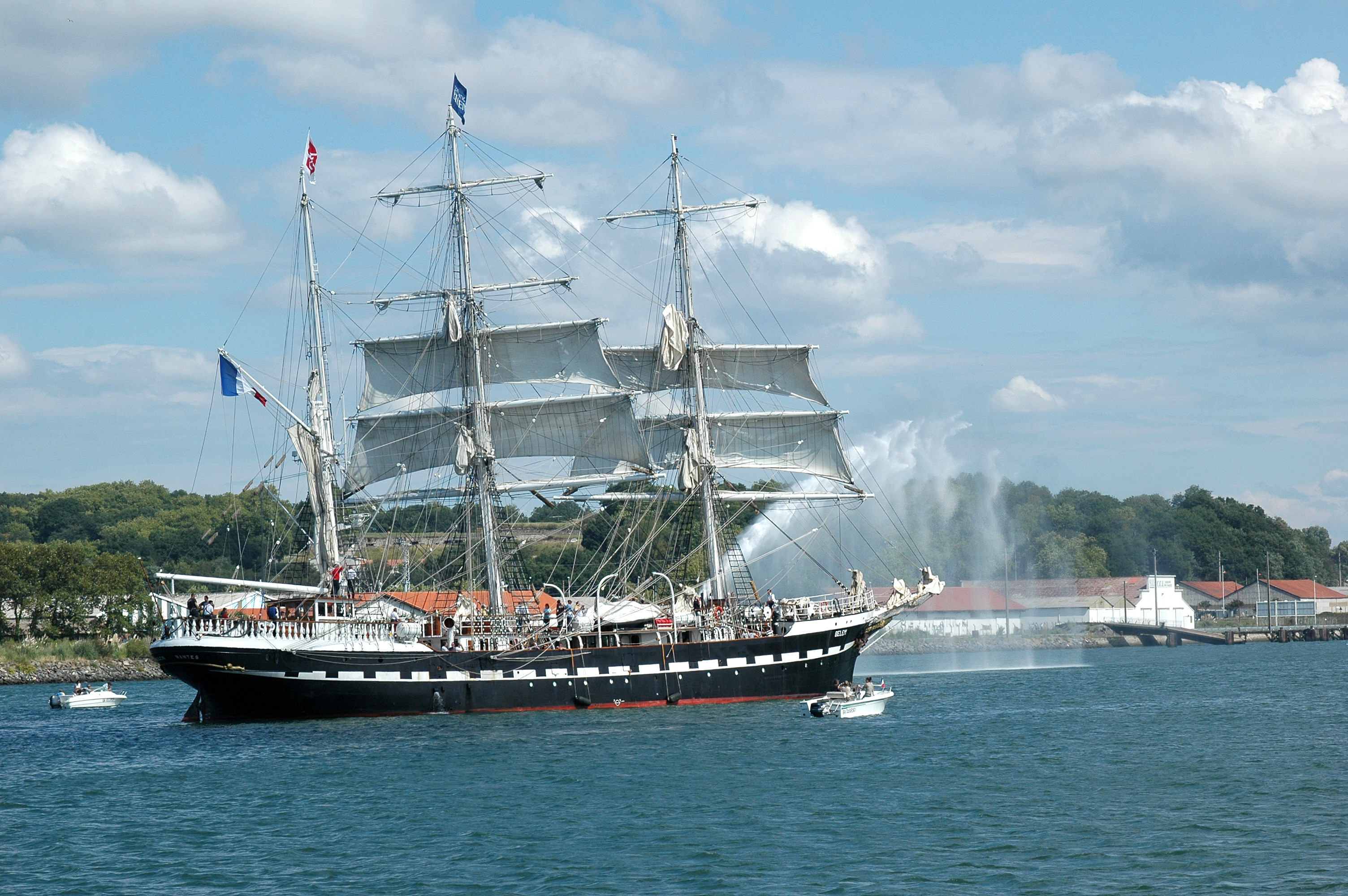
Барк «Белем» входит в устье Адура

Адур была одной из 5 рек (остальные — Шаранта, Дордонь, Гаронна и Лот), вдоль которых в регионе начал развиваться транспорт, торговля и производство. Начиная со Средних веков суда перевозили по Адуру товары из внутренних юго-западных районов Аквитании. В ходе Столетней войны (примерно с 1337 по 1453 годы) экономика Аквитании была разрушена, но после 1460 года начала восстанавливаться. На протяжении 3 столетий эти реки являлись основным торговыми путями для расположенных в их бассейне кузниц, мельниц, а с 1530 года и производств бумаги. В конце XIX века с развитием железных дорог судоходство по этим рекам практически сошло на нет.